# Rolf Pinegger
Rolf Pinegger (* 25. März 1873 in Schwifting; † 18. Oktober 1957 in München) war ein deutscher Schauspieler.

## Leben
Der gelernte Schreiner erhielt 19-jährig seine erste Rolle am Stadttheater von Budweis. Nach Auftritten an verschiedenen deutschen Provinzbühnen kam er 1907 an das Volkstheater München, dem er bis zu seinem Tod angehörte. Pinegger wurde hier zum populären bayerischen Volksschauspieler, der sich auch als Regisseur betätigte und vorübergehend stellvertretender Theaterdirektor war.
Als Filmschauspieler wurde Pinegger häufig in Produktionen mit alpenländischem Hintergrund eingesetzt, insbesondere bei den Ganghofer-Adaptionen Peter Ostermayrs. Er spielte in Nebenrollen Förster, Bürgermeister und andere Dorfpersönlichkeiten. Pinegger stand 1944 in der Gottbegnadeten-Liste des Reichsministeriums für Volksaufklärung und Propaganda.
Nach dem Ende des Zweiten Weltkrieges trat Pinegger nur noch selten in Erscheinung und beschränkte sich auf wenige Auftritte als Sprecher am Münchner Marionettentheater (Die Mondlaterne, Kalif Storch). Die Original-Tonbänder liegen im Archiv des Puppenspielers Albert Maly-Motta. Im Film war er zuletzt als alter Brentlinger in Das Schweigen im Walde (1955) zu sehen.
Er ist auf dem Münchner Waldfriedhof beigesetzt (Alter Teil GrabNr. 69-3-19).

## Namensgeber für Straße
Nach Rolf Pinegger wurde 1964 in München im Stadtteil Blumenau (Stadtbezirk 20 - Hadern) die Rolf-Pinegger-Straße benannt.

## Familie
Rolf Pinegger ist nicht identisch mit dem gleichnamigen 1949 geborenen Kinderdarsteller Rolf Pinegger. Bei diesem handelt es sich um seinen gleichnamigen Enkel, der über seinen Großvater zum Film kam.

## Filmografie
- 1920: Papa Haydn
- 1920: Der Todesschacht
- 1920: Die Schmiede des Grauens
- 1920: Der letzte Schuß
- 1920: Durch alle Höllen
- 1920: Das Ende des Abenteuers Paolo de Gaspardo
- 1921: Der Bagnosträfling
- 1922: Marccos schwerer Sieg
- 1923: Das Wirtshaus im Spessart
- 1927: Das Geheimnis von Genf
- 1928: Wenn die Schwalben heimwärts ziehn
- 1928: Hinter Klostermauern
- 1929: Andreas Hofer
- 1929: Wildschütz Jennerwein
- 1930: Das heilige Schweigen
- 1933: Ein Kuß in der Sommernacht
- 1934: Schuß am Nebelhorn
- 1934: Weiße Majestät
- 1936: Der Jäger von Fall
- 1936: Standschütze Bruggler
- 1937: Zweimal zwei im Himmelbett
- 1937: Das Schweigen im Walde
- 1938: Frau Sixta
- 1938: Gewitter im Mai
- 1939: Das Recht auf Liebe
- 1939: Waldrausch
- 1939: Der Edelweißkönig
- 1940: Die Geierwally
- 1940: Sommer, Sonne, Erika
- 1941: Der laufende Berg
- 1941: Der scheinheilige Florian
- 1942: Die Erbin vom Rosenhof
- 1943: Der Ochsenkrieg
- 1943: Peterle
- 1943: Der dunkle Tag
- 1950: Der Geigenmacher von Mittenwald
- 1950: Gute Nacht, Mary
- 1950: Küssen ist keine Sünd
- 1951: Die Martinsklause
- 1952: Die schöne Tölzerin
- 1955: Das Schweigen im Walde